# Майер-Радон, Вальтер
Вальтер Майер-Радон (нем. Walter Meyer-Radon; 14 декабря 1886, Берлин — 1971) — немецко-датский дирижёр и пианист.
Учился в Берлинской высшей школе музыки, в том числе у Эрнста фон Донаньи. Дебютировал как пианист в Берлине в 1911 году, в дальнейшем выступал как солист и как аккомпаниатор, сопровождая, например, Ференца Вечея в его многолетних гастрольных разъездах по всему миру (участвовал, в частности, в гала-концерте в Метрополитен опера в 1922 г.). В середине 1910-х гг. начал пробовать себя как дирижёр, в 1922 г. впервые встал за пульт Берлинского филармонического оркестра. Завершив интенсивную гастрольную карьеру в середине 1920-х гг., некоторое время делил свою жизнь между Данией и южной Швецией. В 1925—1929 гг. возглавлял Симфонический оркестр Мальмё. Одновременно с 1926 г. выступал в составе датского фортепианного трио c Герхардом Рафном и Паулусом Бахе.
С 1930 г. жил и работал преимущественно в Копенгагене. В 1932 г. возглавил копенгагенский Академический оркестр, состоящий преимущественно из студентов и преподавателей, а с 1935 г. и созданный как подразделение оркестра Академический хор, и обоими руководил до 1962 г. Отмечая 25-летие работы Майера-Радона, датский музыкальный критик Сигурд Берг отмечал: то, что высокопрофессиональный музыкант посвятил себя любительскому коллективу, — фактически чудо (дат. det var faktisk et mirakel), показывающее, насколько велика может быть роль любительского исполнительства при надлежащей заботе.
Ещё в середине 1910-х гг. начал педагогическую карьеру, возглавив ненадолго фортепианный класс в Консерватории Бенды в Шарлоттенбурге (в 1916 г. его сменил Макс Трапп). Продолжил педагогическую деятельность в Швеции и Дании. Опубликовал методическое пособие «Напряжение и расслабление в технике игры на фортепиано» (дат. Spænding og afspænding i klaverspillets teknik; 1948).
Брат, Курт Майер-Радон (1885—1962) — архитектор, с 1920—х гг. обосновавшийся в США и построивший ряд зданий общественного назначения (гостиницы, церкви и т. д.) преимущественно в Калифорнии; выставлялся также как живописец.